# Oliver P. Morton
Oliver Hazard Perry Throck Morton (4 de agosto de 1823 – 1 de novembro de 1877), mais conhecido como Oliver P. Morton, foi um político norte-americano do estado de Indiana. Ele serviu como o 14º governador de Indiana durante a Guerra de Secessão e foi um forte aliado do Presidente Abraham Lincoln. Durante a guerra, Morton reprimiu a Assembleia Geral de Indiana, que era controlada pelo Partido Democrata. Ele excedeu sua autoridade constitucional ao convocar a milícia estadual sem aprovação, e durante o período de supressão legislativa ele financiou o governo através de empréstimos privados e federais. Ele foi criticado por prender e deter inimigos políticos e suspeitos de simpatizar com o sul.
Durante seu segundo mandato como governador, após ser parcialmente paralisado por um acidente vascular cerebral, Morton foi eleito para o Senado dos Estados Unidos. Ele foi o líder dos Republicanos Radicais sobre a reconstrução dos Estados Unidos, e foi a favor de vários projetos de lei criados para punir e reformar os Estados Confederados. Em 1877, durante seu segundo mandato no senado, Morton sofreu um segundo acidente vascular cerebral que rapidamente agravou sua saúde; ele morreu mais tarde no mesmo ano. Sua morte foi lamentada em nível nacional e seu esquife foi visto por milhares de pessoas antes de ser enterrado no Cemitério Crown Hill em Indianápolis.

## Início de vida

### Família e primeiros anos

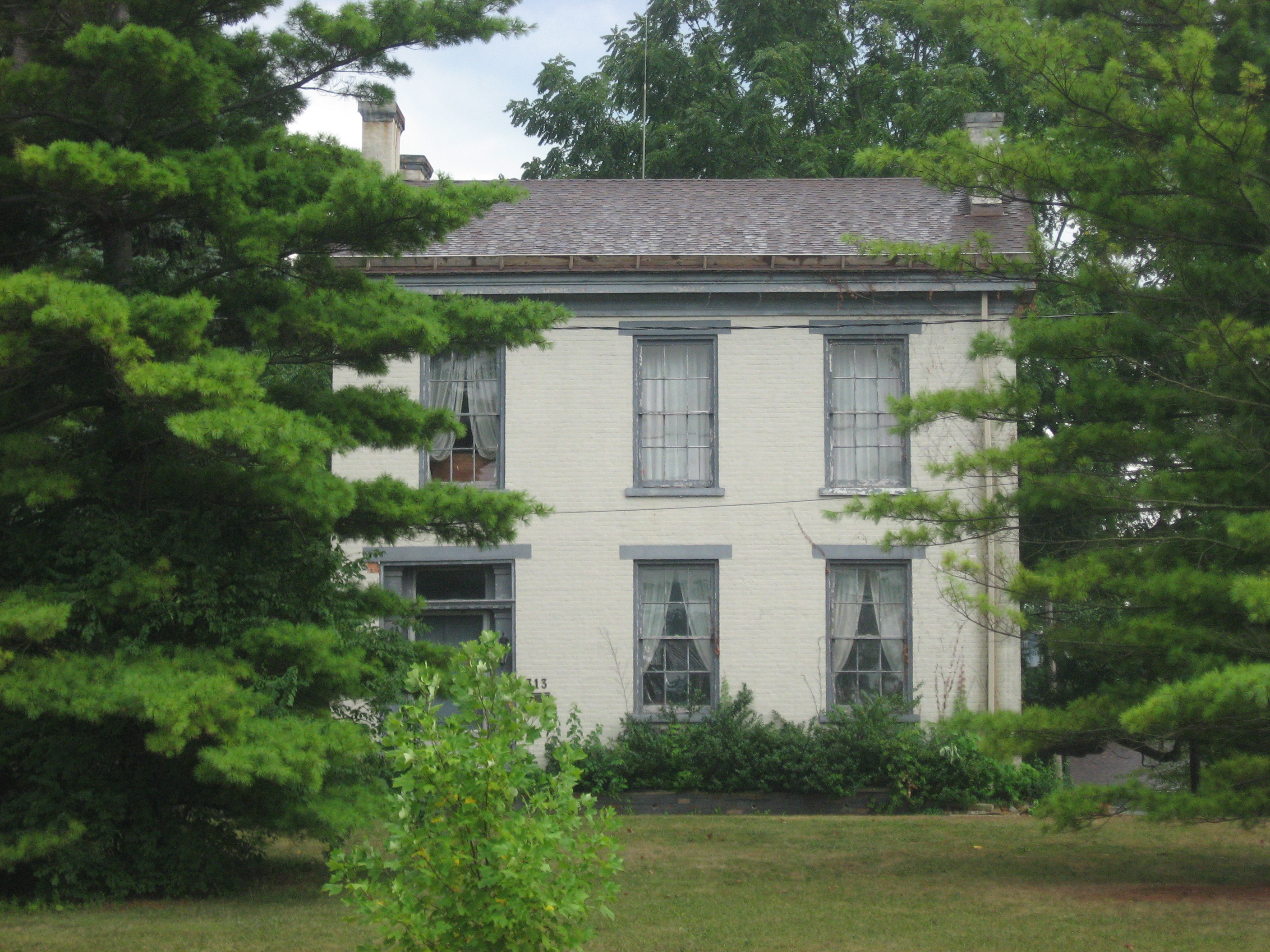
A casa de Morton e Centerville.

Morton nasceu perto da pequena vila de Salisbury, Condado de Wayne, Indiana, no dia 4 de agosto de 1823. Seu nome de família, Throckmorton, foi encurtado para Morton por seu avô, porém os homens usavam Throck como nome do meio. Ele foi nomeado em homenagem a Oliver Hazard Perry, um vitorioso comodoro da Batalha do Lago Erie. Desde jovem Morton não gostava de seu nome, e antes de começar sua carreira política ele começou a usar Oliver Perry Morton. Sua mãe morreu quando Morton tinha três anos, e ele foi criado por seus avós maternos. Ele passou a maior parte de sua infância com eles em Ohio.
Morton e seu irmão mais velho não completaram o colégio, porém juntos tornaram-se fabricantes de chapéus. Quando adolescente, ele mudou-se para Centerville, Indiana, para abrir um negócio próprio. Após quatro anos, Morton ficou insatisfeito e decidiu tornar-se advogado. Ele estudou na Universidade de Miami de 1843 a 1844. Depois disso ele brevemente cursou a Universidade de Cincinnati para completar seus estudos. Ele voltou para Centerville em 1845 e entrou para a associação do tribunal. Ele formou um escritório de advocacia com Judge Newman e tornou-se um advogado de sucesso e moderadamente rico. No mesmo ano, ele casou-se com Lucinda Burbank; juntos tiveram cinco filhos, porém apenas dois chegaram a idade adulta.

### Início da carreira política
Em 1842, Morton, a pedido de Newman, fez campanha e foi eleito para servir como juiz da corte do condado, porém renunciou um ano depois; ele percebeu que gostava mais de ser advogado. Morton havia sido um Democrata por toda sua vida adulta, porém, por morar em uma área dominada pelo Partido Whig, ele tinha poucas esperanças de uma carreira política senão trocasse de partido.
Após a revogação do Compromisso do Missouri, o Partido Democrata começou a passar por uma grande divisão, e Morton aliou-se com a ala pró-abolicionista. Com a aprovação do Ato de Kansas-Nebraska, o Partido Democrata de Indiana começou a expulsar seus membros anti-escravagistas, incluindo Morton. Ele, junto com muitos outros, filiou-se em 1854 ao partido Know Nothing, concorrendo a governador contra Ashbel P. Willard, porém ele foi derrotado. Morton trocou de partido novamente após o colapso do Know Knothing, indo para o Partido Republicano. Ele foi um dos fundadores do partido, servindo como representante do estado na Convenção Nacional Republicana de 1856, em Pittsburgh. Seus discursos contra a escravatura lhe tornaram popular entre o partido de Indiana. Ele foi elogiado por sua fala "simples e convincente", e seus contemporâneos disseram que ele não era "eloquente ou espirituoso", mas sim "lógico e sensato". No mesmo ano, Morton foi unanimemente escolhido como o candidato republicano a governador. Apesar da grande campanha, ele foi novamente derrotado por Willard.
Os Republicanos indicaram Morton para vice-governador em 1860 na chapa que tinha o mais popular Henry Smith Lane para governador. Os dois homens eram muito populares no partido, e nenhum queria concorrer contra o outro em uma convenção e danificar suas chances de vitória na eleição. Os líderes do partido tinham arranjado que caso a chapa fosse vitoriosa, a Assembleia Geral de Indiana elegeria Lane para o Senado dos Estados Unidos e Morton tornaria-se governador, também assumindo que os Republicanos ficassem com o controle da assembleia. A campanha foi longa e focou-se principalmente nas questões da nação e na possibilidade de guerra civil. Eles venceram a eleição, e um dia após a posse Lane foi escolhido para o senado. Ele renunciou imediatamente e Morton o sucedeu como governador.

## Governador

### Esforço de guerra
Morton foi governador de Indiana durante seis anos e fortemente apoiou a União durante a Guerra de Secessão. Ele reuniu homens e dinheiro para o Exército da União, e suprimiu com sucesso os simpatizantes da Confederação dentro do estado. Ele era o líder do Partido Republicano de Indiana e confrontou os Democratas, especialmente a ala pacífica (os "Copperheads").
Durante o início de seu mandato, Morton achava que a guerra era algo inevitável e começou a preparar seu estado. Ele nomeou homens conhecidos por serem contra os estados do sul para posições no gabinete. Ele estabeleceu um arsenal estadual e empregou setecentos homens para produzir munição e armas sem permissão legislativa para isso, fazendo também outras preparações. Quando a guerra finalmente começou em 12 de abril de 1861, ele enviou um telegrama ao Presidente Abraham Lincoln três dias depois para informar que ele já tinha dez mil soldados preparados para suprimir a rebelião.
Lincoln e Morton mantiveram uma aliança durante a guerra, apesar do presidente ter sido cauteloso em relação a impiedade do governador. Lincoln disse certa vez que Morton era "às vezes a pessoa mais astuta que conheço". Morton foi as últimas consequências para garantir que Indiana contribuísse o máximo possível para o esforço de guerra. Morton escreveu para Lincoln afirmando que "nenhum outro estado livre é tão povoado por sulistas", e que eles o impediram de ser tão vigoroso quanto desejava contra a secessão. Em 1862, ele compareceu a Conferência dos Governadores de Guerra em Altoona, Pensilvânia, organizada pelo governador Andrew Gregg Curtin, que deu a Lincoln o apoio que ele precisava para a Proclamação de Emancipação.

### Conflito com a Assembleia Geral
Morton conseguiu manter o estado unido durante a primeira fase da guerra, mas quando a emancipação tornou-se uma questão em 1862 os Republicanos sofreram uma grande derrota nas eleições, e ele acabou perdendo o apoio da maioria Democrata da assembleia legislativa. Por os novos legisladores discordarem dele, Morton começou a circular rumores de que eles estavam querendo separar Indiana da União e juntar-se a Confederação, instigar revoltas e abrigar espiões do sul. A atmosfera criada pelas acusações piorou as tensões entre os dois partidos e criou um confrontamento, que provavelmente já era inevitável.
Ele já havia feito várias ações inconstitucionais, e os Democratas tentaram controlá-lo. Quando os legisladores tentaram tirar a milícia estadual de seu comando e transferi-la para o conselho de comissários Democratas, Morton imediatamente rompeu com a Assembleia Geral. Ele temia que se os Democratas assumissem o comando da milícia eles iriam depô-lo como governador e se separarem da União. Ele enviou instruções secretas para os legisladores Republicanos, pedindo para eles não comparecerem ao capitólio estadual para impedir que a Assembleia Geral conseguisse o quórum necessário para aprovar alguma legislação. Com ajuda de Morton, os Republicanos fugiram para Madison onde poderiam rapidamente entrar no Kentucky se os Democratas tentassem trazê-los de volta a força para o capitólio.
Nenhum projeto de dotação havia sido aprovado, e o governo rapidamente entrou em falência. Os Democratas presumiam que Morton seria forçado a convocar uma sessão especial e chamar de volta os Republicanos para resolver a situação, momento em que eles poderiam novamente forçar suas medidas para enfraquecer o governador. Morton sabia desses planos e agiu de acordo. Extrapolando seus poderes constitucionais, ele pediu milhões de dólares em empréstimos federais e privados. Sua manobra para subverter a legislação funcionou, e Morton conseguiu financiar o governo estadual e o esforço de guerra de Indiana. James Lanier deu ao governador fundos para pagar a manutenção da dívida até que o estado conseguisse ganhar dinheiro novamente.
Os Democratas ficaram muito enfurecidos e começaram a atacar Morton, que respondeu os acusando de traição. Após a supressão da Assembleia Geral, ele pediu para o General Henry B. Carrington para ajudá-lo a organizar a segurança do estado. Morton estabeleceu uma rede de inteligência chefiada por Carrington para lidar com simpatizantes do sul, Democratas e qualquer um que se opunha ao esforço de guerra da União. Apesar de Carrington ter sido bem sucedido em manter a segurança de Indiana, seus agentes realizavam prisões arbitrárias, suprimiram a liberdade sindical e a de expressão, e mantiveram um controle repressivo da minoria simpatizante da Confederação. Em um incidente, Morton mandou soldados para interromper uma convenção Democrata (um incidente posteriormente conhecido como a Batalha de Pogue's Run). Muitos líderes do Partido Democrata foram presos, detidos ou ameaçados. O governador pediu para alguns Democratas pró-guerra que abandonassem seu partido durante o conflito em nome da União, conseguindo algum sucesso. O ex-governador Joseph A. Wright estava entre os Democratas que haviam sido expulsos do partido, e, em uma tentativa de mostrar seu bipartidarismo, Morton o nomeou para o senado estadual.
Em reposta, o Partido Democrata de Indiana chamou Morton de um "Ditador" e um "Gangster Dissimulado", enquanto os Republicanos diziam que os Democratas estava usando "táticas obstrucionistas e de traição na condução da guerra". Morton ilegalmente convocou a milícia estadual em julho de 1963 para conter a Invasão de Morgan, uma incursão da cavalaria Confederada nos estados de Indiana e Ohio. O apoio a Confederação por parte dos membros dos Cavaleiros do Círculo Dourado e dos habitantes do sul do estado caiu após a Invasão de Morgan, onde muitas casas foram atacadas com o estarte do Círculo do Dourado, apesar de seu declarado apoio ao sul. Apesar dos habitantes do sul não terem conseguido se reunir em grande número para apoiar a invasão, Morton diminuiu sua perseguição aos simpatizantes, teorizando que por não terem conseguido apoiar o governo em grande número, eles não conseguiriam apoiar uma invasão maior.
Uma coisa notável que os historiadores relataram do período foi a honestidade em que o governo estadual foi conduzido. Todo o dinheiro emprestado foi contabilizado sem fraude e corrupção, e toda a quantia foi paga nos anos após o final da guerra. Foi través dessas ações honestas que Morton conseguiu fugir de repercussões quando a Assembleia Legislativa finalmente pode se reunir – desta vez com uma maioria Republicana.

### Segundo mandato
Em 1864, a guerra estava aproximando-se de seu fim. A constituição estadual impedia que o governador servisse mais de quatro anos em qualquer período de oito anos, porém Morton afirmou que por ter sido eleito como vice-governador ele estava apenas completando o mandato de Lane, estando elegível para concorrer. Os Democratas ficaram furiosos novamente, e uma cruel campanha foi lançada contra ele. Morton não fez muita campanha, ao invés disso fez com que soldados voltassem para casa afim de votarem nele.
Morton foi reeleito, derrotando o Democrata Joseph E. McDonald, amigo seu de longa data, por mais de vinte mil votos. Apesar da campanha ter sido realizada em tempos de guerra, com ambos os partidos atacando o outro, tanto Morton e McDonald permaneceram amigos e depois serviram juntos no senado. Muitos Democratas afirmaram que ele havia manipulado a eleição porque os Republicanos haviam tomado a maioria das duas câmaras da Assembleia.
Morton ficou parcialmente paralisado após um derrame em outubro de 1865, incapacitando-o por um período de tempo. Para tratar-se, ele viajou para a Europa e procurou a ajuda de vários especialistas, mas nenhum conseguiu reverter a paralisia. O vice-governador Conrad Baker atuou como governador interino durante sua recuperação. Com a guerra terminando, Baker supervisionou a desmobilização da maior parte das forças do estado. Morton voltou a suas funções normais em março de 1866, mas nunca mais conseguiu andar sem ajuda.

## Senador

### Primeiro mandato

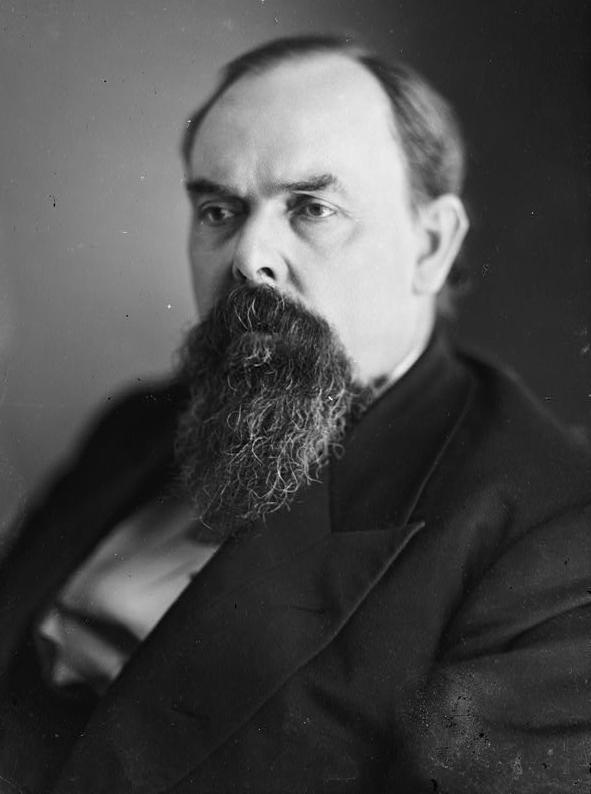
Morton pouco após seu primeiro derrame.

Em 1867, Morton foi eleito pela Assembleia Geral para servir como Senador dos Estados Unidos. Ele renunciou seu cargo de governador no mesmo ano, entregando-o para Baker. No senado, ele primeiramente tornou-se membro do comitê de assuntos estrangeiros e rapidamente cresceu até virar um dos líderes do partido. Ele também foi eleito presidente do Comitê de Privilégios e Eleições. Por causa de seu derrame, ele sempre discursava sentado, porém era muito efetivo no debate e elocução.
Morton esteve no senado durante a Reconstrução dos Estados Unidos, apoiando os planos mais radicais e repressivos para punir os estados do sul. No início de seu mandato ele apoiou uma legislação para eliminar os governos civis no sul e implementar governos militares. Ele também apoiou uma legislação para anular as constituições dos ex-estados Confederados e impor novas. Entre outras coisas, ele apoiou tirar o direito de voto da maioria dos estados do sul e triplicar os impostos do algodão. Morton foi a favor do impeachment do Presidente Andrew Johnson por causa de seus visões "moderadas" sobre a reconstrução, abertamente expressando seu desapontamento quando o impeachment falhou. Apesar de em 1855 ele ter discursado contra o direito do voto aos negros, em 1870 Morton alterou completamente sua posição e apoiou o sufrágio de toda população negra. Ele disse, "Eu confesso, e faço isso sem constrangimentos, que fui educado pelos grandes eventos da guerra". Ele apoiou a ratificação da Décima Quinta Emenda, e quando os Democratas começaram a renunciar do senado durante o debate para impedir que o quórum fosse alcançado, Morton foi o articulador de uma manobra que manteve o projeto de lei em pauta e permitiu sua aprovação.
Depois de Ulysses S. Grant ter chegado a presidência em 1869, Morton recebeu a oferta para se tornar embaixador no Reino Unido, mas recusou. A Assembleia Geral de Indiana era controlada pelos Democratas, e Morton temia que seu cargo fosse entregue a um Democrata.

### Segundo mandato
Morton foi reeleito para o senado em 1873 e começou seu segundo mandato no ano seguinte. Sua posição sobre o papel-moeda foi controversa; ele apoiava aumentar a inflação ao imprimir mais dinheiro para pagar as dívidas de guerra. Ele começou seu mandato liderando o apoio do senado para o projeto de lei, mas ele foi vetado pelo Presidente Grant.
Morton era em 1876 um dos competidores para a indicação Republicana a presidente na Convenção Nacional de Cincinnati, com seu nome sendo proposto por Richard W. Thompson. Sua posição na questão do papel-moeda, combinado com seus problemas de saúde, danificaram sua indicação entre os representantes na convenção. Ele estava em segundo, apenas atrás de James G. Blaine, na primeira votação. Na sexta votação Morton havia caído para quarto e, na votação seguinte, todos os representantes anti-Blaine, incluindo os seus, uniram-se para dar a Rutherford B. Hayes a indicação.

### Morte
Em 1877, Morton foi nomeado para chefiar um comitê para investigar as acusações de suborno feitas contra La Fayette Grover, um recém eleito senador do Oregon. O comitê passou dezoito dias no Oregon investigando. Na viagem de volta, Morton passou em São Francisco, Califórnia, para descansar. Na noite do dia 6 de agosto, depois do jantar, ele sofreu um grave derrame que deixou paralisado o lado esquerdo do seu corpo. No dia seguinte ele foi de trem para Cheyenne, Território da Dakota, encontrando-se com seu cunhado John A. Burbank, o governador do território. Ele o acompanhou até a casa de sua sogra em Richmond, Indiana. Ele ficou lá até 15 de outubro para se recuperar e então foi para Indianápolis. Ele permaneceu na cidade com seus familiares até morrer no dia 1 de novembro de 1877.
O corpo de Morton foi velado na Assembleia Legislativa de Indiana por três dias antes de ser levado para a Igreja Roberts Park, onde aconteceu seu funeral. A cerimônia teve a presença de vários dignitários vindos de todo o país. O presidente Hayes ordenou que todas as bandeiras ficassem a meio pau. A igreja não conseguia comportar as centenas de pessoas que estavam do lado de fora para prestar suas homenagens e que seguiram a procissão até o Cemitério Crown Hill, onde ele foi enterrado.

## Legado

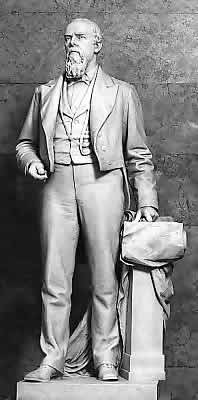
Estátua de Morton no Capitólio dos Estados Unidos.

### Políticas e críticas
Morton ganhou muitos críticos durante seu longo período como governador de Indiana. Ele foi criticado e ridicularizado pela maneira que governou o estado durante a Guerra de Secessão. Ele abertamente suprimiu a liberdade de expressão, prendeu e deteve inimigos políticos e violou em inúmeras ocasiões as constituições estadual e federal. No senado ele foi um dos idealistas mais radicais em relação a reconstrução, apoiando vários projetos de lei que, por natureza, teriam um impacto longo e negativo no desenvolvimento dos estados do sul.
Apesar de manter várias posições que enfureceram seus oponentes, Morton foi muito bem visto por permanecer limpo e honesto durante um período em que a corrupção era algo bem comum. Por sua conduta honesta ele recebeu os agradecimentos da Assembleia Geral de Indiana e de muitos outros em várias ocasiões. Ele conseguiu dar proeminência nacional a Indiana durante seu período de vida. Antes da guerra, o estado e seus cidadãos eram comumente o alvo de piadas nos estados do leste; isso parou após o conflito.

### Memoriais
Morton foi imortalizado no Capitólio dos Estados Unidos como um das duas estátuas de Indiana no Salão da Coleção Nacional de Estátuas. Também há duas estátuas dele no centro de Indianápolis: uma em frente da Assembleia Legislativa de Indiana e a outra que faz parte do Monumento dos Soldados e Marinheiros de Indiana. Há outra estátua localizada no segundo andar da Assembleia Legislativa do Condado de Wayne em Richmond, Indiana, onde um antigo colégio havia sido nomeado em sua homenagem e a seção central do colégio atual é chamada de Salão Morton. A Escola Secundária Morton em Hammond, Indiana, casa do time Morton Governors, são nomeados em sua homenagem, assim como o Condado de Morton, Kansas.